# Sir Safety Umbria Volley Perugia
La Sir Safety Umbria Volley Perugia è una società pallavolistica maschile italiana con sede a Perugia: milita nel campionato di Superlega.

## Storia

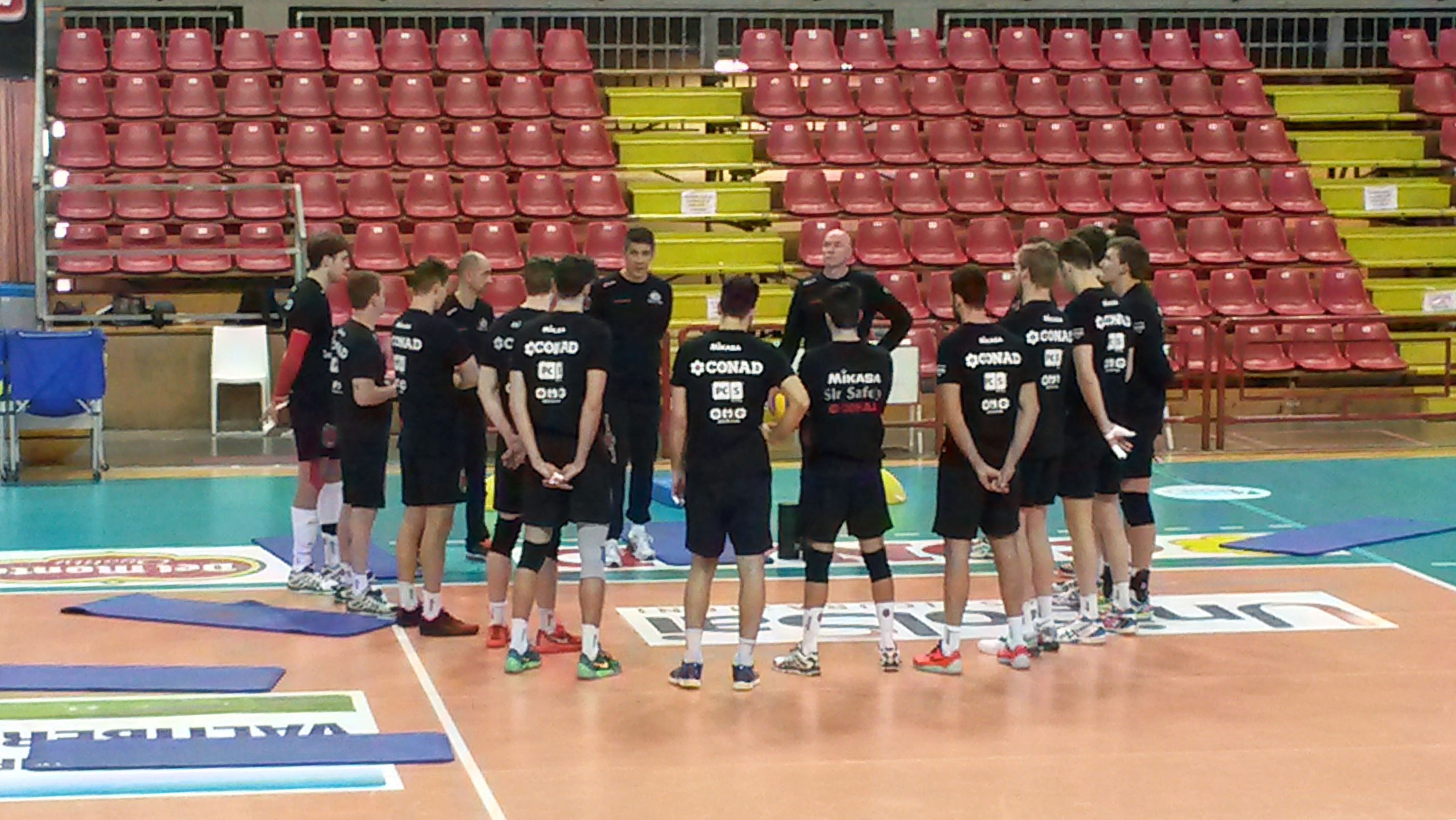
La squadra in allenamento al PalaEvangelisti nel 2016

La Sir Volley viene fondata nel 2001 a Bastia Umbra, in seno al title sponsor Sir Safety System: la neonata società va a raccogliere l'eredità del vecchio club di pallavolo cittadino che disputava, con alterne fortune, il campionato regionale di Serie C. Dopo una prima stagione dove viene estromessa ai play-off, nella successiva la Sir conquista la promozione in Serie B2 superando in finale il Trevi; dopo due annate, nella stagione 2004-05 la squadra bastiola ottiene una nuova promozione, stavolta in Serie B1, avendo la meglio dell'Ostia.
Nella stagione 2005-06 la società cambia denominazione in Sir Safety. Nella seconda metà degli anni 2000 il club disputa cinque annate nella terza divisione italiana, raggiungendo per tre volte la finale play-off, senza mai riuscire a ottenere la promozione; tuttavia, con la squadra nel frattempo salita in testa alla graduatoria dei ripescaggi, nell'estate 2010 i bianconeri vengono promossi d'ufficio in Serie A2 per meriti sportivi. Per la stagione 2010-11 il club cambia nuovamente denominazione in Sir Safety Umbria Volley Perugia, spostando contestualmente le proprie attività sportive da Bastia Umbra al capoluogo di regione, Perugia. Il primo campionato di A2 si conclude con la salvezza, conquistata dopo la disputa dei play-out, mentre quello successivo porta la squadra perugina alla promozione in Serie A1, vincendo il campionato.
Nella stagione 2012-13 la Sir Safety disputa il suo primo campionato nella massima divisione nazionale, classificandosi al sesto posto in regular season e venendo eliminata dal Piacenza ai quarti dei play-off scudetto. Ancora gli emiliani sconfiggono gli umbri nella finale di Coppa Italia dell'annata 2013-14, durante la quale raggiungono la finale dei play-off scudetto dove vengono battuti dalla Lube. Dopo una stagione 2014-15 che vede il debutto nelle coppe europee, con il raggiungimento dei play-off a 6 di Champions League, la squadra perugina torna a giocare la finale scudetto nell'annata 2015-16, sconfitta stavolta dal Modena, perdendo poi contro gli stessi geminiani anche la finale di Supercoppa italiana 2016; mentre nella stagione 2016-17 raggiunge per la prima volta la finale di Champions League, dove viene battuta dallo Zenit-Kazan.
Nella stagione 2017-18, sotto la guida tecnica di Lorenzo Bernardi, si aggiudica il primo trofeo della sua storia, la Supercoppa italiana, superando la Lube; seguono le vittorie della Coppa Italia e dello scudetto, battendo nelle finali sempre la società treiese. Nell'annata 2018-19 conquista nuovamente la Coppa Italia, mentre nel biennio successivo si aggiudica consecutivamente la Supercoppa italiana (2019 e 2020). Nella stagione 2021-22 vince la sua terza Coppa Italia; quindi nella stagione 2022-23 vince la sua quarta Supercoppa italiana e il suo primo trofeo internazionale, il campionato mondiale per club, battendo in finale i connazionali della Trentino.
Nell'annata 2023-24, sotto la guida tecnica di Angelo Lorenzetti, consegue il quinto successo in Supercoppa, il secondo consecutivo nel campionato mondiale per club, battendo in finale i brasiliani del Minas, e il quarto in Coppa Italia; la stagione si chiude con la vittoria del secondo scudetto, superando il Milano nella finale play-off. L'annata successiva si apre con il successo in Supercoppa italiana e si chiude con la conquista del primo trofeo continentale, la Champions League, battendo in finale i polacchi del Warta Zawiercie.

## Colori e simboli

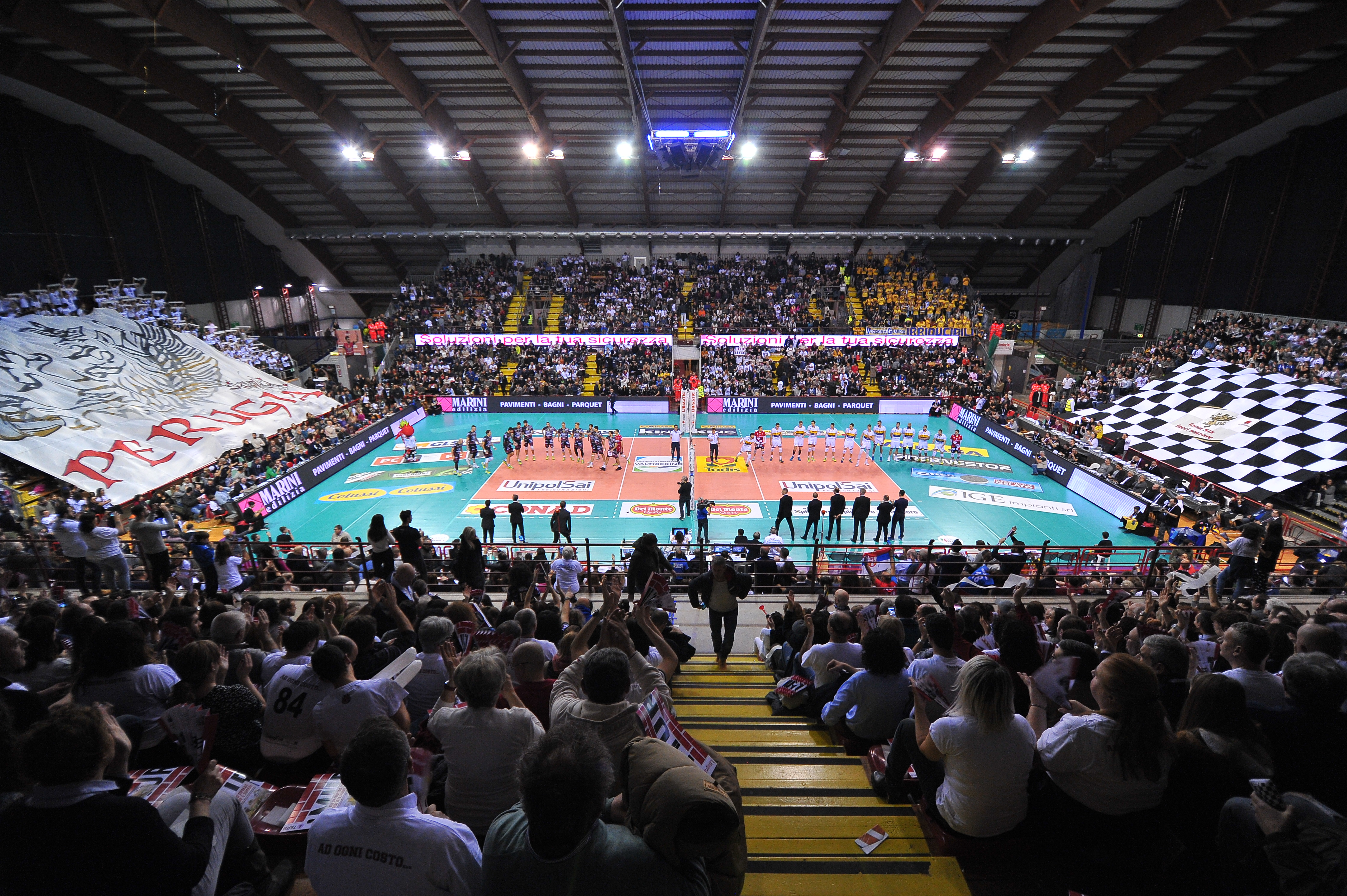
Panoramica del PalaEvangelisti per la gara contro il del 17 dicembre 2017, coi tifosi Sir nelle curve che mostrano il Grifone, simbolo di Perugia (a sinistra), e i colori bianconeri della squadra (a destra).

### Colori
I colori sociali ufficiali della Sir Safety sono il bianco e il nero, da cui l'appellativo di Bianconeri per antonomasia. Il nero è storicamente il colore predominante sulle divise casalinghe, con il bianco riservato a dettagli minori; dopo il trasferimento da Bastia Umbria a Perugia, tuttavia, dagli anni 2010 in poi comincia a trovare spazio sulle maglie anche il rosso, tinta di riferimento della citta perugina e talvolta assurta de facto a colore secondario.

### Simboli ufficiali
Il primo, storico simbolo della Sir Safety, adottato dalla nascita e per il successivo ventennio, si rifaceva esplicitamente al logo aziendale della Sir Safety System, a cui era stata solamente aggiunta la dicitura VOLLEY CLUB; dopo il trasferimento da Bastia Umbria a Perugia, dal 2010 tale simbolo era stato arricchito con l'inserimento di due Grifoni, figura-simbolo della citta perugina.
Al succitato logo era stata immediatamente associata una mascotte, consistente in un pallone da pallavolo antropomorfizzato con dei tratti diavoleschi e che, pur non essendo all'epoca il simbolo primario del club, era presente sulle divise dando peraltro vita al soprannome ufficiale di Block Devils per la squadra umbra. Dalla stagione 2022-23 questo è stato promosso a logo ufficiale della Sir Safety, soppiantando il precedente.

## Strutture
Nei primi anni a Bastia Umbra la Sir Safety faceva base al PalaGiontella per allenamenti e gare casalinghe; dal 2010, con il trasferimento a Perugia, dispone del PalaEvangelisti nel quartiere di Pian di Massiano.

## Società
La Sir Safety Umbria Volley Perugia è strutturata come una società cooperativa sportiva dilettantistica per azioni.

### Organigramma societario
- Gino Sirci - Presidente
- Maurizio Sensi - Vicepresidente
- Benedetto Rizzuto - Direttore generale
- Goran Vujević - Direttore sportivo/Responsabile CEV
- Rosanna Rosati - Relazioni esterne/Segreteria generale
- Egeo Baldassarri - Dirigente
- Simone Camardese - Addetto stampa
- Francesco Biancalana - Social Media Manager
- Flaviano Rossi - Responsabile Marketing
- Piero Bizzarri - Responsabile logistica
- Andrea Piacentini - Responsabile settore giovanile
- Michele Benda - Fotografo ufficiale
- Luca Ciambrusco - Responsabile biglietteria

## Allenatori e presidenti
| Allenatori - 2001-2011 ... - 2011-2014 Slobodan Kovač - 2014-2015 Nikola Grbić - 2015-2016 Daniel Castellani Slobodan Kovač - 2016-2017 Slobodan Kovač Lorenzo Bernardi - 2017-2019 Lorenzo Bernardi - 2019-2020 Vital Heynen - 2020-2021 Vital Heynen Carmine Fontana - 2021-2022 Nikola Grbić - 2022-2023 Andrea Anastasi - 2023- Angelo Lorenzetti | Presidenti - 2001- Gino Sirci |

## Pallavolisti

### Hall of Fame
Di seguito l'elenco dei 14 pallavolisti inseriti nella Hall of Fame del club.

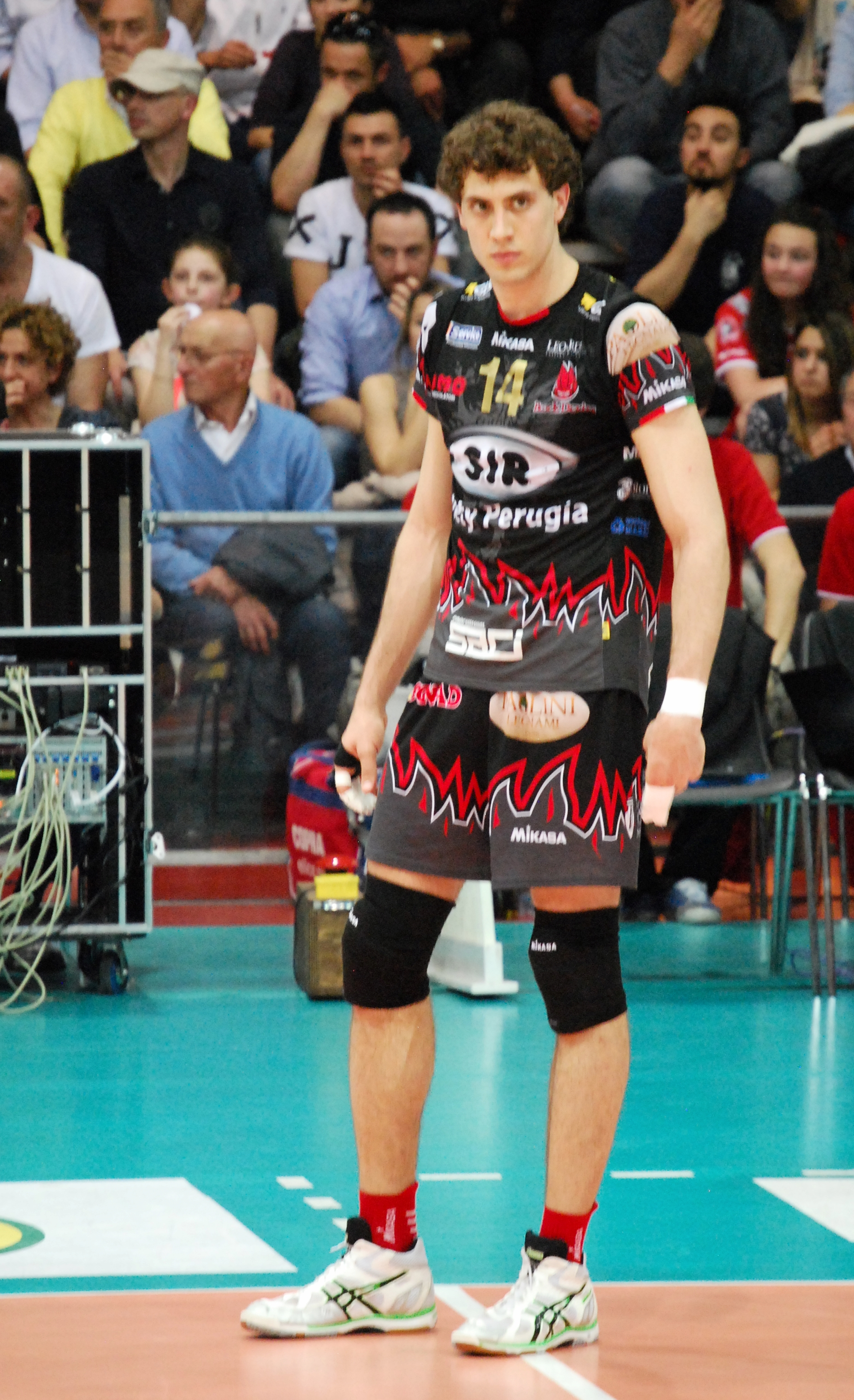
Aleksandar Atanasijević

- Simone Anzani (2017-2018)
- Aleksandar Atanasijević (2013-2021)
- Massimo Colaci (2017-)
- Luciano De Cecco (2014-2020)
- Simone Giannelli (2021-)
- Jesús Herrera (2022-)
- Wilfredo León (2018-2024)
- Alessandro Piccinelli (2018-2023)
- Oleh Plotnyc'kyj (2019-)
- Marko Podraščanin (2016-2020)
- Aaron Russell (2015-2018)
- Roberto Russo (2019-)
- Sebastián Solé (2020-)
- Ivan Zaytsev (2016-2018)

### Capitani
Di seguito l'elenco dei capitani del club, con le stagioni in cui hanno ricoperto il ruolo.

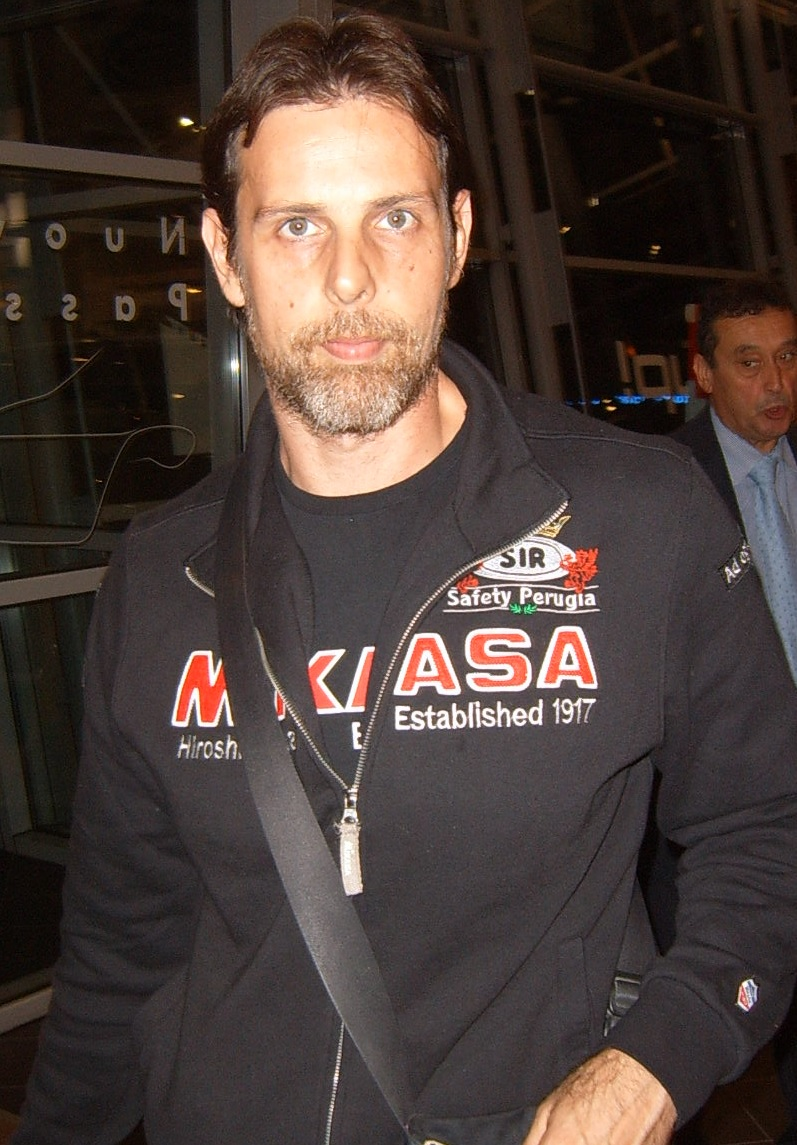
Goran Vujević

- ... (2001-2012)
- Goran Vujević (2012-2015[28])
- Simone Buti (2015-2016[28])
- Emanuele Birarelli (2016-2017[29])
- Luciano De Cecco (2017-2020[30])
- Aleksandar Atanasijević (2020-2021[31])
- Wilfredo León (2021-2024[32])
- Simone Giannelli (2024-[33])

### Contributo alle nazionali
Tra i tesserati che la Sir Safety Umbria Volley Perugia ha fornito alla nazionale italiana, Alessandro Piccinelli e Fabio Ricci hanno fatto parte della rosa vincitrice del campionato europeo 2021; Roberto Russo e Simone Giannelli – quest'ultimo da capitano azzurro nonché migliore giocatore dell'edizione – hanno fatto parte della rosa vincitrice del campionato mondiale 2022.
Tra i nazionali stranieri, Wilfredo León e Kamil Semeniuk hanno fatto parte della rosa polacca vincitrice della Volleyball Nations League 2023 e del campionato europeo 2023.

## Palmarès
- Campionato italiano: 2

2017-18, 2023-24
- Coppa Italia: 4

2017-18, 2018-19, 2021-22, 2023-24
- Supercoppa italiana: 6

2017, 2019, 2020, 2022, 2023, 2024
- Campionato mondiale per club: 2

2022, 2023
- CEV Champions League: 1

2024-25

## Statistiche e record
Nella stagione 2022-23 la Sir Safety Umbria Volley Perugia è diventata la prima squadra, dall'introduzione dei tre punti a vittoria (1998-99) e in generale dall'introduzione dei play-off (1981-82), a chiudere da imbattuta la stagione regolare del campionato italiano di massima serie con 22 vittorie su 22 gare.

## Organico

### Rosa 2025-2026
| N° | Nome               | Ruolo | Data di nascita  | Nazionalità sportiva |
| -- | ------------------ | ----- | ---------------- | -------------------- |
| 2  | Bryan Argilagos    | P     | 26 gennaio 2007  | Italia               |
| 4  | Donovan Džavoronok | S     | 23 luglio 1997   | Rep. Ceca            |
| 5  | Gabrijel Cvanciger | O     | 1º agosto 2003   | Croazia              |
| 6  | Simone Giannelli   | P     | 9 agosto 1996    | Italia               |
| 8  | Agustín Loser      | C     | 12 ottobre 1997  | Argentina            |
| 10 | Wassim Ben Tara    | O     | 3 agosto 1996    | Polonia              |
| 11 | Sebastián Solé     | C     | 12 giugno 1991   | Italia               |
| 13 | Massimo Colaci     | L     | 21 febbraio 1985 | Italia               |
| 14 | Yūki Ishikawa      | S     | 11 dicembre 1995 | Giappone             |
| 16 | Kamil Semeniuk     | S     | 16 luglio 1996   | Polonia              |
| 17 | Oleh Plotnyc'kyj   | S     | 5 giugno 1997    | Ucraina              |
| 19 | Roberto Russo      | C     | 23 febbraio 1997 | Italia               |
| 20 | Marco Gaggini      | L     | 7 aprile 2002    | Italia               |
| 22 | Federico Crosato   | C     | 22 maggio 2002   | Italia               |

### Staff tecnico
- Angelo Lorenzetti - Allenatore
- Massimiliano Giaccardi - Allenatore in seconda
- Andrea Piacentini - Assistente
- Francesco Monopoli - Scout Man
- Sebastian Carotti - Preparatore atletico
- Giuseppe Sabatino - Responsabile staff medico
- Auro Caraffa - Consulente ortopedico
- Giulio Leonardi - Fisioterapista
- Francesco Zappelli - Fisioterapista
- Elmo Mannarino - Consulente medico
- Emilio Giusti - Massaggiatore
- Fabrizio Ragusa - Osteopata
- Corrado Malaspina - Radiologo
- Davide Basile - Staff medico
- Marco Pellegrino -	Staff medico
- Camilla Porcellini - Staff medico
- Stefano Caraffini - Dermatologo

## Denominazioni precedenti
- 2001-2005: Sir Volley
- 2005-2010: Sir Safety